# Чжан Цзюньлун
Чжан Цзюньлун (кит. спрощ. 张俊龙, піньїнь: Zhāng Jùnlóng; нар. 12 листопада 1981, Ціндао, КНР) — китайський боксер-професіонал, виступає у важкій ваговій категорії. Володар регіональних титулів чемпіона Океанії по версії WBA (2016 — н. ч.), чемпіона по версії IBO Asia Pacific (2014 — н. ч.), за версією WBF Asia Pacific (2014 — н. ч.), за версією WBF Intercontinental (2014) і тимчасової чемпіона по версії WBU (2014) у тяжкій вазі.
Відомий своїми перемогами що закінчуються поразкою суперника нокаутом протягом одного-тьох раундів.

## Професійна кар'єра
Прийшов до профі-боксу у солідному для боксера 30-річному віці.
27 жовтня 2012 року нокаутувавши в 2-му раунді свого співвітчизника Чан Сіня. Всі три його перших суперники теж були китайцями.
11 квітня 2016 переміг у 2-му раунді технічним нокаутом досвідченого бразильського боксера Джорджа Аріаса (56-15, 42KO) і завоював вакантний титул чемпіона Океанії за версією WBA у важкій вазі.
18 грудня 2017 Чжан переміг нокаутом в 1-му ж раунді екс-чемпіона світу за версією IBF в першій важкій вазі, досвідченого аргентинця Віктора Еміліо Раміреса (22-3-1).
Провів шість успішних захистів титулу чемпіона Океанії по версії WBA.

## Таблиця боїв

### Таблиця боїв
| 19 Перемог (19 нокаутом, 0 за рішенням суддів), 0 Поразок (0 нокаутом, 0 за рішенням суддів) |        |                        |         |                |        |       |     |                   |                                  |          |
| Результат                                                                                    | Рекорд | Суперник               | П-П-Н   | Останні 6 боїв | Спосіб | Раунд | Час | Дата              | Місце проведення                 | Примітки |
| Перемога                                                                                     | 19-0   | Віктор Еміліо Рамірес  | 22-3-1  |                | KO     |       | —   | 18 грудня 2017    | Пекін                            |          |
| Перемога                                                                                     | 18-0   | Осборне Мачімана       | 22-9-2  |                | KO     |       | —   | 30 липня 2017     | Ціньдао                          |          |
| Перемога                                                                                     | 17-0   | Педро Отас             | 30-3-0  |                | KO     |       |     | 9 травня 2017     | Ціньдао                          |          |
| Перемога                                                                                     | 16-0   | Сауль Фарах            | 61-21-3 |                | KO     |       | —   | 29 березня 2017   | Пекін                            |          |
| Перемога                                                                                     | 15-0   | Рогелліо Омар Россі    | 18-4-1  |                | KO     |       | —   | 23 січня 2017     | Пенглай                          |          |
| Перемога                                                                                     | 14-0   | Юліо Цезар Дос Сантос  | 28-6-0  |                | TKO    |       | —   | 7 серпня 2016     | Ціньдао                          |          |
| Перемога                                                                                     | 13-0   | Джордж Аріас           | 56-15-0 |                | TKO    |       | —   | 11 квітня 2016    | Пекін                            |          |
| Перемога                                                                                     | 7-3-0  | Юан Педро Гугліелметті | 18-4-0  |                | KO     |       | —   | 30 січня 2016     | Пенглай                          |          |
| Перемога                                                                                     | 11-0   | Шон Кокс               | 18-15-0 |                | KO     |       | —   | 29 травня 2015    | Пекін                            |          |
| Перемога                                                                                     | 10-0   | Джейсон Гавен          | 26-17-4 |                | TKO    |       | —   | 30 листопада 2014 | Ухань                            |          |
| Перемога                                                                                     | 9-0    | Ніко Торірі            | 27-16-3 |                | KO     |       |     | 31 квітня 2014    | Гуанчжоу                         |          |
| Перемога                                                                                     | 8-0    | Аттхапонг Сангтхеп     | Дебют   |                | KO     | 2     |     | 22 лютого 2014    | Guoxin Gym, Ціньдао              |          |
| Перемога                                                                                     | 7-0    | Девід Косвара          | 11-11-2 |                | KO     |       |     | 24 січня 2014     | Ціньдао                          |          |
| Перемога                                                                                     | 6-0    | Петер Омонді Окелло    | 6-1-3   |                | KO     |       | —   | 30 листопада 2013 | Ціньдао                          |          |
| Перемога                                                                                     | 5-0    | Сура Ісаак             | Дебют   |                | KO     | 2     |     | 28 вересня 2013   | Пенгай                           |          |
| Перемога                                                                                     | 4-0    | Куллен Роджерс         | 10-37-2 |                | TKO    |       | —   | 27 липня 2013     | Пенглай                          |          |
| Перемога                                                                                     | 3-0    | Фен Мін Лю             | Дебют   |                | KO     | 1     | —   | 26 січня 2013     | Пекін                            |          |
| Перемога                                                                                     | 2-0    | Ю Чан                  | Дебют   |                | KO     | 1     | —   | 21 грудня 2012    | Хайкоу                           |          |
| Перемога                                                                                     | 1-0    | Чжан Сінь              | Дебют   |                | KO     | 2     | —   | 27 жовтня 2012    | Beijing Senki Boxing Club, Пекін |          |